# Horace Gould
Horace Gould (rojen kot Horace Harry Twigg), britanski dirkač Formule 1, * 20. september 1921, Clifton, Bristol, Anglija, Združeno kraljestvo, † 4. november 1968, Southmead, Bristol, Anglija, Velika Britanija.
Horace Gould je pokojni britanski dirkač Formule 1. V svoji karieri je nastopil na sedemnajstih dirkah, edino uvrstitev med dobitnike točk pa je dosegel na domači dirki za Veliko nagrado Velike Britanije v sezoni 1956, kjer je zasedel peto mesto. Leta 1968 je umrl zaradi srčnega napada.

## Popolni rezultati Formule 1
(legenda) (odebeljene dirke pomenijo najboljši štartni položaj, poševne pa najhitrejši krog, †-uvrščen kljub odstopu)
| Leto | Moštvo                    | Šasija        | Motor               | 1     | 2       | 3       | 4       | 5       | 6       | 7       | 8      | 9       | 10  | 11  | Prv | Toč |
| ---- | ------------------------- | ------------- | ------------------- | ----- | ------- | ------- | ------- | ------- | ------- | ------- | ------ | ------- | --- | --- | --- | --- |
| 1954 | Goulds' Garage (Bristol)  | Cooper T23    | Bristol Straight-6  | ARG   | 500     | BEL     | FRA     | VB 15   | NEM     | ŠVI     | ITA    | ŠPA     |     |     | -   | 0   |
| 1955 | Goulds' Garage (Bristol)  | Maserati 250F | Maserati Straight-6 | ARG   | MON     | 500     | BEL     | NIZ Ret | VB Ret  |         |        |         |     |     | -   | 0   |
| 1955 | Officine Alfieri Maserati | Maserati 250F | Maserati Straight-6 |       |         |         |         |         |         | ITA Ret |        |         |     |     | -   | 0   |
| 1956 | Goulds' Garage (Bristol)  | Maserati 250F | Maserati Straight-6 | ARG   | MON 8   | 500     | BEL Ret | FRA DNA | VB 5    | NEM Ret | ITA    |         |     |     | 19. | 2   |
| 1957 | H H Gould                 | Maserati 250F | Maserati Straight-6 | ARG   | MON Ret | 500     | FRA Ret | VB DNS  | NEM Ret | PES Ret | ITA 10 |         |     |     | -   | 0   |
| 1958 | H H Gould                 | Maserati 250F | Maserati Straight-6 | ARG 9 | MON DNQ | NIZ DNS | 500     | BEL     | FRA     | VB      | NEM    | POR     | ITA | MAR | -   | 0   |
| 1960 | H H Gould                 | Maserati 250F | Maserati Straight-6 | ARG   | MON     | 500     | NIZ     | BEL     | FRA     | VB      | POR    | ITA DNS | ZDA |     | -   | 0   |